# Alegeri prezidențiale în Statele Unite ale Americii, 2016
Alegerile prezidențiale americane din 2016 a fost al 58-lea scrutin prezidențial american⁠(d), și s-au ținut marți, 8 noiembrie 2016. Candidatura republicană a omului de afaceri Donald Trump împreună cu guvernatorul statului Indiana Mike Pence a ieșit câștigătoare în fața candidaturii democrate a fostei secretare de stat Hillary Clinton cu senatorul federal de Virginia Tim Kaine⁠(d), deși aceștia din urmă au obținut mai multe voturi. Trump a preluat funcția⁠(d) ca al 45-lea președinte, iar Pence ca al 48-lea vicepreședinte⁠(d) la 20 ianuarie 2017.
Trump a ieșit în fața multor candidați în alegerile primare republicane⁠(d), în timp ce Clinton l-a învins⁠(d) pe senatorul Bernie Sanders și a devenit prima femeie nominalizată pentru funcția prezidențială⁠(d) din partea unui mare partid american. Campania populistă și naționalistă⁠(d) a lui Trump, care promitea că va „face America măreață din nou⁠(d)" și se opunea corectitudinii politice, imigrației ilegale⁠(d), și multor acorduri de liber schimb⁠(d), a fost prezentată pe larg în mass-media. Clinton a pus accent pe experiența ei politică, l-a denunțat pe Trump și pe mulți din susținătorii lor ca bigoți, și a susținut extinderea politicilor președintelui Obama⁠(d); drepturile persoanelor LGBT⁠(d), și ale femeilor⁠(d); și „capitalismul incluzionist⁠(d)”. Tonul campaniei a fost în general caracterizat drept divizant și negativ. Trump s-a confruntat cu controverse pe tema ideilor sale despre rasă și imigrație, a incidentelor violente ce i-au implicat pe protestatarii veniți la mitingurile lui, și a acuzațiilor de comportament sexual agresiv⁠(d), în timp ce Clinton a suferit scăderi în sondaje din cauza unei anchete a FBI despre utilizarea improprie a unui server de e-mail privat⁠(d).
Clinton conducea în aproape toate sondajele naționale dinaintea alegerilor⁠(d) și în majoritatea sondajelor din swing states⁠(d), ceea ce i-a făcut pe unii comentatori să compare victoria lui Trump cu cea a lui Harry S. Truman din 1948⁠(d) ca una dintre cele mai mari răsturnări de situație din istoria modernă a SUA. Clinton a primit însă cu 2,87 milioane de voturi mai mult (cea mai mare distanță cu care un candidat a fost învins în colegiul electoral), o marjă de 2,1%, ceea ce confirmă sondajele; dar Trump a obținut o majoritate a voturilor electorale, cu un total de 306 electori din 30 de state, inclusiv victorii în regiunea Rust Belt⁠(d). În cele din urmă, Trump a obținut 304 de voturi electorale, iar Clinton 227, primul pierzând 2 electori necredincioși⁠(d) și a doua cinci. Trump este al cincilea american care a fost ales deși a pierdut votul popular. Este primul președinte fără experiență anterioară în armată sau în serviciul public⁠(d), cel mai în vârstă la depunerea jurământului și unul dintre cei mai bogați⁠(d).
Agențiile de informații ale guvernului american⁠(d) au concluzionat la 7 ianuarie 2017  că guvernul rus a încercat să influențeze alegerile⁠(d) pentru a „submina încrederea publicului în procesul democratic american, a o denigra pe secretara Clinton și a-i deteriora șansele de a fi aleasă și de a deveni președinte”. Trump a criticat repetat aceste concluzii, spunând că ideea e o „farsă” și „fake news”. Trump a criticat și acuzațiile de complot⁠(d) cu Rusia îndreptate împotriva echipei sale de campanie, spunând că sunt lipsite de probe. Anchete privind aceste presupuse înțelegeri au fost demarate de FBI, de Comisia de Informații a Senatului⁠(d), și de cea a Camerei Reprezentanților⁠(d). Ancheta procurorului special⁠(d) demarată în mai 2017 era la începutul lui 2019 încă în desfășurare.

## Candidați
- Hillary Clinton, democrată
- Donald Trump, republican
- Gary Johnson⁠(d), libertarian
- Jill Stein⁠(d), ecologistă
- Evan McMullin⁠(d), independent